# Ислингтон
И́слингтон (англ. Islington, [ˈɪzlɪŋtən]) — район Большого Лондона. Является центральным районом в лондонском боро Ислингтон. Границы района — от Ислингтон-Хай-стрит до Хайбери-Филдс. По району проходит оживлённая автомобильная дорога Аппер-стрит. В более широком смысле термин Ислингтон охватывает также соседние районы Барнсбери, Кэнонбери и Де-Бовуар-Таун (до XVI—XVII веков и сам Ислингтон, и эти районы были обычными аграрными поместьями).
Саксы, обитавшие в этой местности, назвали её Гизелдон, Giseldone (1005), затем Gislandune (1062), что означает «холм Гислы» (Гисла — старинное англосаксонское имя, дун — укреплённое поселение на холме). Позднее название трансформировалось в Isledon, а примерно в XVII веке приняло свою нынешнюю форму.

## Известные уроженцы
- Леон Флак — шорт-трекист, двукратный призёр чемпионата Европы по шорт-треку[2], участник зимних Олимпийских игр 2002 года[3].
- Эйса Баттерфилд — британский актер, известный благодаря главным ролям в фильмах «Мальчик в полосатой пижаме», «Дом странных детей мисс Перегрин» и в сериале «Половое воспитание».